# Amalgamat stomatologiczny
Amalgamat stomatologiczny – amalgamat rtęci ze srebrem, cyną, miedzią, kadmem oraz niekiedy cynkiem, stosowany w stomatologii jako wypełnienie, głównie w ubytkach klasy I, II i V. Obecnie notuje się odchodzenie od stosowania amalgamatu w stomatologii z uwagi na względy estetyczne (metaliczny kolor wypełnienia kontrastuje z tkanką zęba), narażenie lekarzy i pacjentów na kontakt z toksyczną rtęcią oraz ze względów środowiskowych (emisja rtęci do atmosfery wskutek kremacji zwłok ludzkich).

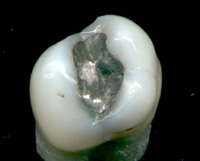
Wypełnienie zęba amalgamatem

## Ocena materiału

### Zalety
- wytrzymałość – największa wśród wypełnień, większa od szkliwa (odporność na ściskanie po dniu od założenia - powyżej 400 MPa)
- duża łatwość zakładania w ubytku (możliwość kondensowania)
- rozszerzanie przy twardnieniu – niskie ryzyko próchnicy wtórnej
- wysoka trwałość (30, a nawet do 40 lat)
- nietoksyczny dla miazgi ani dziąsła

### Wady
- brak wiązania materiału ze szkliwem i zębiną (adhezja)
- wymagają nadania ubytkowi kształtu retencyjnego (podcięć) w obrębie zdrowych tkanek zęba w celu utrzymania się w nim materiału
- nieodpowiednia barwa
- możliwość przebarwień zębów
- bardzo dobre przewodnictwo ciepła - powoduje, że może być odczuwany ból przy przyjmowaniu bardzo gorących lub zimnych posiłków
- wymaga zastosowania cementu jako podkładu
- oddziaływanie elektrochemiczne pomiędzy różnymi metalami w jamie ustnej zawartymi w wypełnieniu oraz w protezie dentystycznej

## Toksyczność
Co pewien czas podnoszone są głosy o toksyczności amalgamatu jako wypełnienia stomatologicznego, które mają swoich zwolenników i przeciwników (tzw. wojny amalgamatowe).
Najbardziej podatni na szkodliwe działanie niezwiązanej rtęci są stomatolodzy, gdyż mają oni najbliższy i najdłuższy kontakt z oparami tego pierwiastka (podczas rozrabiania i zakładania materiału rtęć występuje częściowo w postaci niezwiązanej z metalami). Aby ograniczyć możliwość negatywnych skutków dla pacjenta i stomatologa w czasie zakładania wypełnienia, obecnie stosuje się amalgamaty kapsułkowane, zmniejszając narażenie na kontakt z rtęcią.
Badania z 2008 roku wykazały, że MRI i używanie telefonów komórkowych prowadzi do zwiększenia stężenia rtęci w ślinie i moczu osób posiadających wypełnienia amalgamatowe o ok. 25% w stosunku do osób niepoddanych działaniu ww. czynników. Wyniki te opublikowane zostały w czasopiśmie Pakistan Journal of Biological Sciences spoza listy filadelfijskiej.
Amalgamat jest uznawany przez FDA i SCENIHR za bezpieczny dla dorosłych i dzieci powyżej szóstego roku życia.
W roku 2017 Parlament Europejski przyjął tzw. Konwencję z Minamaty o ograniczeniu stosowania rtęci, zgodnie z którą należy m.in. stopniowo wycofać stosowanie wypełnień amalgamatowych. Do 2030 roku mają one zostać całkowicie wycofane z użycia w dentystyce w Unii Europejskiej.